# Горьковская (станция метро, Нижний Новгород)
«Го́рьковская» — 14-я станция Нижегородского метрополитена, конечная Автозаводской линии. Находится между действующей станцией «Московская» и строящейся «Площадь Свободы».

## Характеристика
Станция расположена в Нижегородском районе под улицей Горького, рядом с одноимённой площадью. Первая и, на данный момент, единственная станция в исторической нагорной (верхней) части города (на правом берегу Оки), соединяющая её с заречной (нижней) частью. Открытие станции увеличило пассажиропоток метро на 75 %.

## История и происхождение названия
Открытие станции состоялось 4 ноября 2012 года в составе четвёртого пускового участка Автозаводской линии Нижегородского метрополитена «Московская — Горьковская». Своё название получила по одноимённым площади и улице в честь русского писателя, уроженца Нижнего Новгорода Максима Горького (1868—1936). По проектам 1977 года станция имела название «Площадь Горького».

## Значение для города
Станция расположена в историческом и деловом центре города, что значительно способствует пассажиропотоку. Также станция пока единственная в Нагорной части города и она активно используется для пересадки на автобусы, троллейбусы и маршрутные такси, следующие в сторону микрорайонов Щербинки, Кузнечиха, Верхние Печёры, Цветы.

### История строительства
Строительство началось в ночь на 6 июля 2008 года, когда было перекрыто движение по ул. Максима Горького.
Станция мелкого заложения, была построена открытым способом.
Перегонные тоннели от метромоста строились закрытым способом с помощью тоннелепроходческого комплекса «Ловат». К июню 2010 года были пройдены оба тоннеля и завершены все конструктивные элементы для проезда поездов от «Московской» до «Горьковской». 17 июня 2010 года состоялась сбойка левого перегонного тоннеля от метромоста до «Горьковской». Посетивший по этому поводу стройку губернатор Нижегородской области Валерий Шанцев заявил тогда, что станция метро «Горьковская» откроется в первой половине 2012 года.
8 сентября 2011 года на градостроительном совете утвердили интерьер станции.
11 июля 2012 года было заявлено, что началась прокладка кабелей в тоннелях. На самой станции велись отделочные работы.
12 октября 2012 года была включена в работу первая очередь электроснабжения станции метро «Горьковская» от подстанции «Свердловская» филиала «Нижновэнерго» ОАО «МРСК Центра и Приволжья», также в октябре началось обкаточное движение поездов до станции.
24 октября 2012 года губернатором Шанцевым и главой администрации города Кондрашовым была совершена первая пробная поездка на штатном поезде метро от Горьковской до Московской. Поездка на поезде по всему перегону, по отзывам пассажиров, занимает около 4 минут. Метромост застеклён тонированным стеклом, чтобы прямые солнечные лучи не слепили машиниста и пассажиров.
Строительство станции, перегона к ней и метромоста обошлось в 20 млрд рублей.
Торжественная церемония открытия станции состоялась 4 ноября 2012 года, в день празднования 400-летия освобождения Москвы от польских интервентов в 1612 году, однако открыта станция была 5 ноября в 5:15 утра, когда она начала работу для пассажиров.

## Вестибюли и пересадки

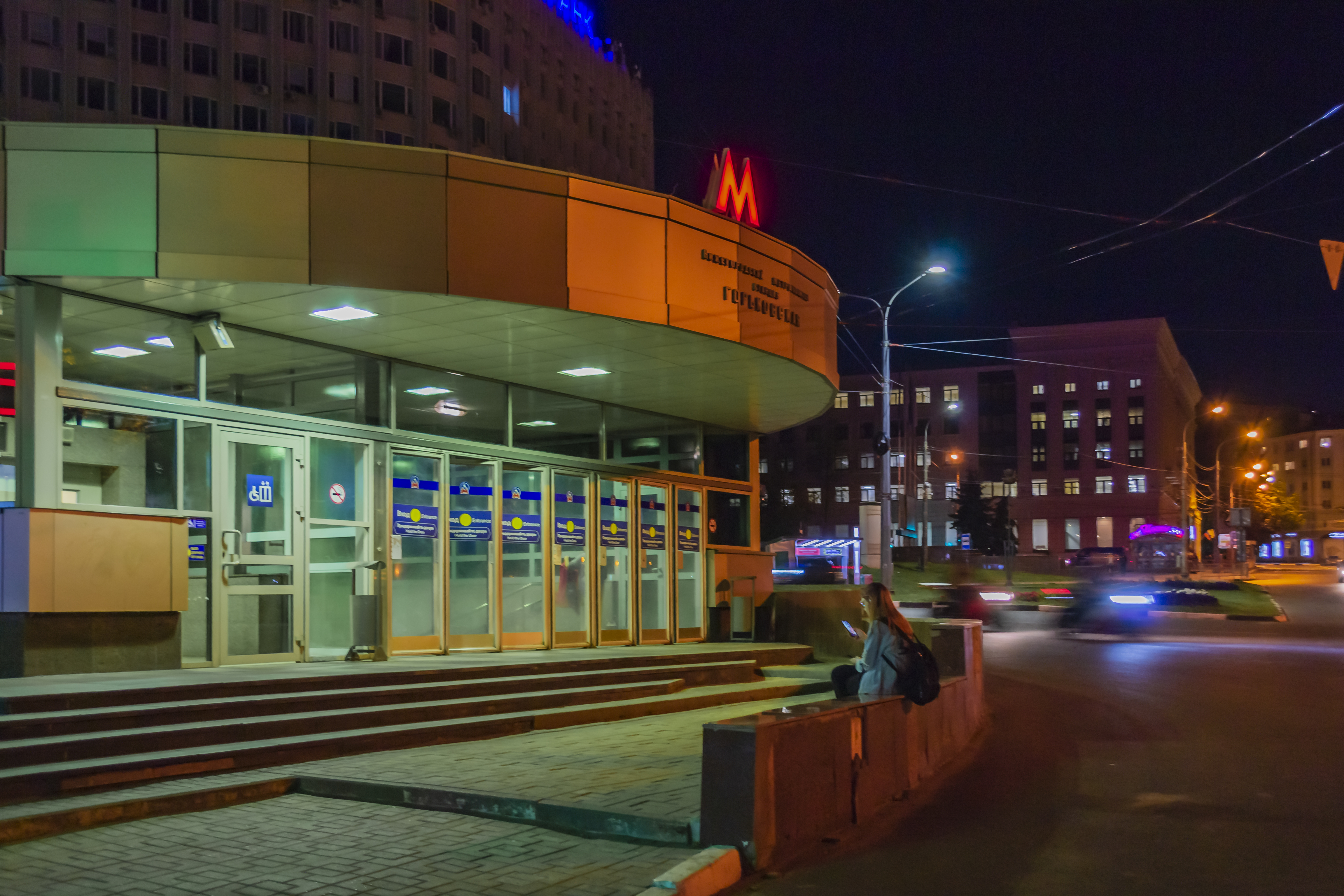
Входной павильон станции ночью

Имеет 2 подземных вестибюля для входа и выхода пассажиров. Также на станции есть лифт для маломобильных людей. Один из входов в метро расположен на площади Горького, два других выходят на улицу Горького.
В будущем на станции возможна организация пересадки на перспективную третью (Нагорную) линию Нижегородского метрополитена.

## Расположенные у метро объекты
- Здание ГУ МВД по Нижегородской области
- Дом Связи
- Нижегородская Правовая Академия
- Нижегородский колледж безопасности
- Академия МВД
- Церковь Святителей Московских

## Привязка общественного транспорта
Возле станции «Горьковская» проходит несколько маршрутов городского общественного транспорта:

### Автобусные маршруты
| №  | Пересадки                                                                                               | Конечный пункт 1            | Следует по улицам | Конечный пункт 2         |
| -- | --- | --------------------------- | --- | ------------------------ |
| 1  | проспект Гагарина                                                                                       | Площадь Минина и Пожарского | ул. Варварская, пл. Свободы, ул. Горького, пл. Горького, ул. Б. Покровская, пл. Лядова, пр. Гагарина, трасса Р-125, пр. Олимпийский, ул. Приокская, ул. Богородская, ул. Гагарина | ЖК «Окский берег»        |
| 4  | | Площадь Минина и Пожарского | ул. Варварская, пл. Свободы, ул. Горького, пл. Горького | Пл. Горького             |
| 5  | | Площадь Горького            | ул. М. Покровская (обратно — ул. Маслякова), Похвалинский съезд, Нижне-Волжская набережная, ул. Красная Слобода | слобода Подновье         |
| 16 | | Площадь Горького            | ул. Горького, пл. Свободы, ул. Белинского, пл. Сенная, ул. Родионова, ул. Бринского, ул. Васюнина, пл. Советская, ул. Рокоссовского | мкр. Кузнечиха-2         |
| 18 | Стрелка                                                                                                 | Верхние Печёры              | ул. Верхнепечёрская, Казанское ш. ул. Бринского, ул. Н. Сусловой, ул. Бекетова, пр. Гагарина, пл. Лядова, пл. Горького, Похвалинский съезд, ул. Самаркандская, ул. Маркса, ул. С. Акимова, ул. Бурнаковская, ул. Коминтерна, ул. Культуры, ул. Циолковского, ул. Светлоярская, пр. 70 лет Октября, пр. Кораблестроителей, ул. Коновалова, ул. Торфяная                        | Завод "Лазурь"           |
| 22 | проспект Гагарина                                                                                       | мкр. Бурнаковский           | ул. Бурнаковская, ул. С. Акимова, ул. Советская, Похвалинский съезд, пл. Горького, ул. Б. Покровская, пл. Лядова, пр. Гагарина, ул. Кащенко | пос. Черепичный          |
| 26 | Московская                                                                                              | Улица Долгополова           | ул. Литвинова (обратно — ул. Долгополова), пл. Революции, ул. Советская, пл. Ленина, Похвалинский съезд, ул. Маслякова (обратно — ул. М. Покровская), пл. Горького, ул. Б. Покровская, пл. Лядова, пр. Гагарина, ул. Бекетова, пл. Советская, ул. Ванеева, ул. Козицкого | мкр. Кузнечиха-2         |
| 30 | проспект Гагарина                                                                                       | Площадь Горького            | ул. Б. Покровская, пл. Лядова, пр. Гагарина, ул. Кащенко | пос. Черепичный          |
| 36 | проспект Гагарина                                                                                       | Площадь Горького            | ул. Б. Покровская, пл. Лядова, пр. Гагарина, ул. Бекетова, ул. Нартова, ул. Корейская, ш. Анкудиновское, ул. Полярная, ул. Горная, пр. Гагарина, ул. Ларина, ул. Полевая | пос. Ближнеконстантиново |
| 40 | Ленинская Заречная Двигатель Революции Пролетарская Автозаводская Комсомольская Кировская Парк культуры | Верхние Печёры              | ул. Родионова, пл. Сенная, ул. Минина, пл. Минина и Пожарского, ул. Варварская, пл. Свободы, ул. Горького, пл. Горького, ул. Б. Покровская, пл. Лядова, пл. Комсомольская, пр. Ленина, пл. Киселёва, ул. Веденяпина, Южное шоссе, ул. Я. Купалы, Южный бульвар | микрорайон «Юг»          |
| 41 | Стрелка                                                                                                 | мкр. Цветы                  | ул. Сахарова, ул. Рокоссовского, ул. Козицкого, ул. Ванеева, пл. Свободы, ул. Горького, пл. Горького, ул. М. Покровская (обратно — ул. Маслякова), Похвалинский съезд, пл. Ленина, ул. Советская, ул. С. Акимова, ул. К. Маркса | Стрелка                  |
| 43 | Московская проспект Гагарина                                                                            | Улица Долгополова           | ул. Литвинова (обратно — ул. Долгополова), пл. Революции, ул. Советская, пл. Ленина, Похвалинский съезд, ул. Маслякова (обратно — ул. М. Покровская), пл. Горького, ул. Б. Покровская, пл. Лядова, пр. Гагарина | Автовокзал «Щербинки»    |
| 45 | Московская Канавинская Кооперативная                                                                    | Верхние Печёры              | Казанское шоссе, ул. Родионова, пл. Сенная, ул. Минина, пл. Минина и Пожарского, ул. Варварская, пл. Свободы, ул. Горького, пл. Горького, ул. Одесская, Метромост, Московское шоссе, ул. Рябцева, ул. Авиационная, ул. Чаадаева, ул. Мирошникова, ул. Лобачевского, ул. Черняховского, ул. Циолковского, ул. Светлоярская, пр. 70-летия Октября, пр. Кораблестроителей        | ЗКПД-4                   |
| 58 | Заречная Двигатель Революции Пролетарская                                                               | Улица Деловая               | ул. Родионова, пл. Сенная, ул. Минина, пл. Минина и Пожарского, ул. Варварская, пл. Свободы, ул. Горького, пл. Горького, ул. Б. Покровская, пл. Лядова, пл. Комсомольская, пр. Ленина, ул. Переходникова, пр. Бусыгина, ул. Дьяконова, пр. Октября, пр. Ильича, ул. Красноуральская, ул. Спутника, ул. Толбухина, ул. Мончегорская                                            | Улица Космическая        |
| 64 | Пролетарская Счастливая                                                                                 | Улица Усилова               | ул. Родионова, пл. Сенная, ул. Минина, пл. Минина и Пожарского, ул. Варварская, пл. Свободы, ул. Горького, пл. Горького, ул. Б. Покровская, пл. Лядова, пл. Комсомольская, ул. Голубева, ул. Баумана, ул. Памирская, ул. Космонавта Комарова, ул. Г. Успенского, ул. Нахимова, пр. Ленина, ул. Переходникова, ул. Дьяконова, ул. Раевского, ул. Строкина, ул. Советской Армии | мкр. Соцгород-2          |
| 68 | проспект Гагарина Пролетарская Автозаводская Комсомольская Кировская Парк культуры                      | Площадь Минина и Пожарского | ул. Варварская, пл. Свободы, ул. Горького, пл. Горького, ул. Б. Покровская, пл. Лядова, пр. Гагарина, Мызинский мост, пр. Ленина, пл. Киселёва, ул. Лескова, ул. Орбели | Улица Космическая        |

### Электробусные маршруты
| №  | Пересадки         | Конечный пункт 1 | Следует по улицам                                         | Конечный пункт 2 |
| -- | ----------------- | ---------------- | --------------------------------------------------------- | ---------------- |
| 31 | проспект Гагарина | Площадь Горького | пл. Горького, ул. Б. Покровская, пл. Лядова, пр. Гагарина | А/С "Щербинки"   |

- Маршрутное такси:
  - № т57 «Верхние Печёры-5 — Красное Сормово»
  - № т83 «Афонино — ул. Белинского — Соцгород-2»
  - № т94 «Пл. Горького — ЗКПД-4»
  - № т97 «Ул. Богдановича — Мостоотряд»

## Техническая характеристика
Станция мелкого заложения (глубина 16 м) колонного типа. Платформа — островного типа длиной 102 м.

## Расписание
| станция       | первый поезд | последний поезд |
| ------------- | ------------ | --------------- |
| Парк Культуры | 05:31        | 00:15           |

## Архитектура и оформление

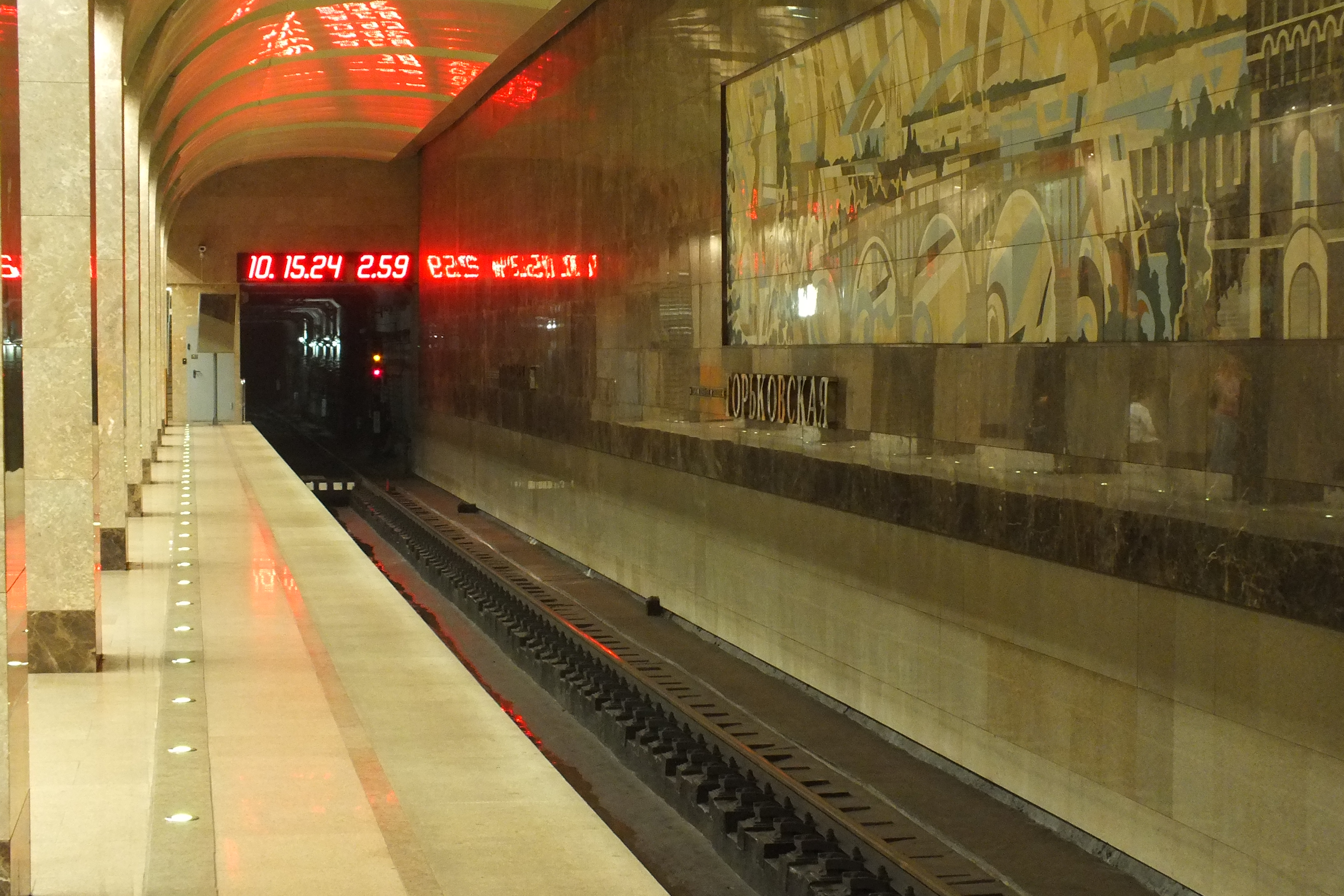
Интервальные часы на станции, оформление путевой стены и железнодорожный путь

За основу дизайна разработчики взяли образ птицы буревестника из произведения Максима Горького. Этот лейтмотив стал основным при оформлении станции. Стилизованные под крылья символичной птицы, подсвеченные, расходящиеся от колонн к потолку арки-скобы объединяют центральный зал и посадочные платформы станции, которые украшены художественными мозаичными панно. На них изображены виды на Нижний Новгород с реки. Стены отделаны тёмным мрамором, а колонны — светлым. По центру потолка идёт сплошная линия светильников. На путевой стене 1 пути в сторону оборотных тупиков, у названия станции есть схема будущего участка «Горьковская» — «Оперный театр» — «Сенная». На мраморе над эскалаторными спусками и на обратной стороне ведущего на платформу лифта для инвалидов устроены панно с изображениями Максима Горького и видов города, «основанного в 1221 году».

## Путевое развитие
За станцией расположены оборотные тупики для оборота и отстоя подвижного состава. После запуска участка до станции «Сенная» первый и второй пути будут преобразованы в перегон «Горьковская — Площадь Свободы», а после запуска Нагорной линии третий и четвёртый пути, возможно, будут преобразованы в ССВ с Нагорной линией.

## Пассажиропоток
- 5 ноября 2012 года станцией воспользовались 23 тыс. пассажиров
- 6 ноября 2012 года станцией воспользовались 33 тыс. пассажиров[19]

В связи с увеличением пассажиропотока в МП «Нижегородское метро» заявляют о необходимости открытия дополнительных касс по продаже жетонов на проезд.
Поставлены три автомата по продаже жетонов.
За первое полугодие 2013 года «Горьковская» приняла примерно 3 млн пассажиров. В целом, пассажиропоток метрополитена после запуска станции увеличился на треть. В 2018 году произошёл всплеск пассажирских перевозок. Этому поспособствовал Чемпионат мира по футболу.

## Беспроводная связь
«МегаФон» — единственный оператор, который предоставляет нижегородцам возможность использовать услуги связи и высокоскоростного Интернета на новой станции по сети 3G. Зона охвата сети включает в себя не только зал ожидания, но и также входы и эскалаторы, а скорость передачи данных превышает 3Мбит/с. 22 ноября компания оснастила станцию бесплатным Wi-Fi.
В настоящее время Wi-fi не работает.

## Неполадки
- Эскалаторы на станции метро «Горьковская», закупленные за 37 млн руб, оказались некачественными и были заменены на новые. Для замены эскалаторов западный выход был закрыт с 18 мая по 29 августа 2013 года[26].

## Интересные факты
- Первая и, до запуска участка «Горьковская — Площадь Свободы — Сенная», единственная станция метро в Верхней части Нижнего Новгорода.
- Самая глубокая станция в Нижегородском метрополитене. Глубина заложения ≈ 16 метров.
- Первая станция Нижегородского метрополитена, оборудованная лифтом для инвалидов.

## Галерея

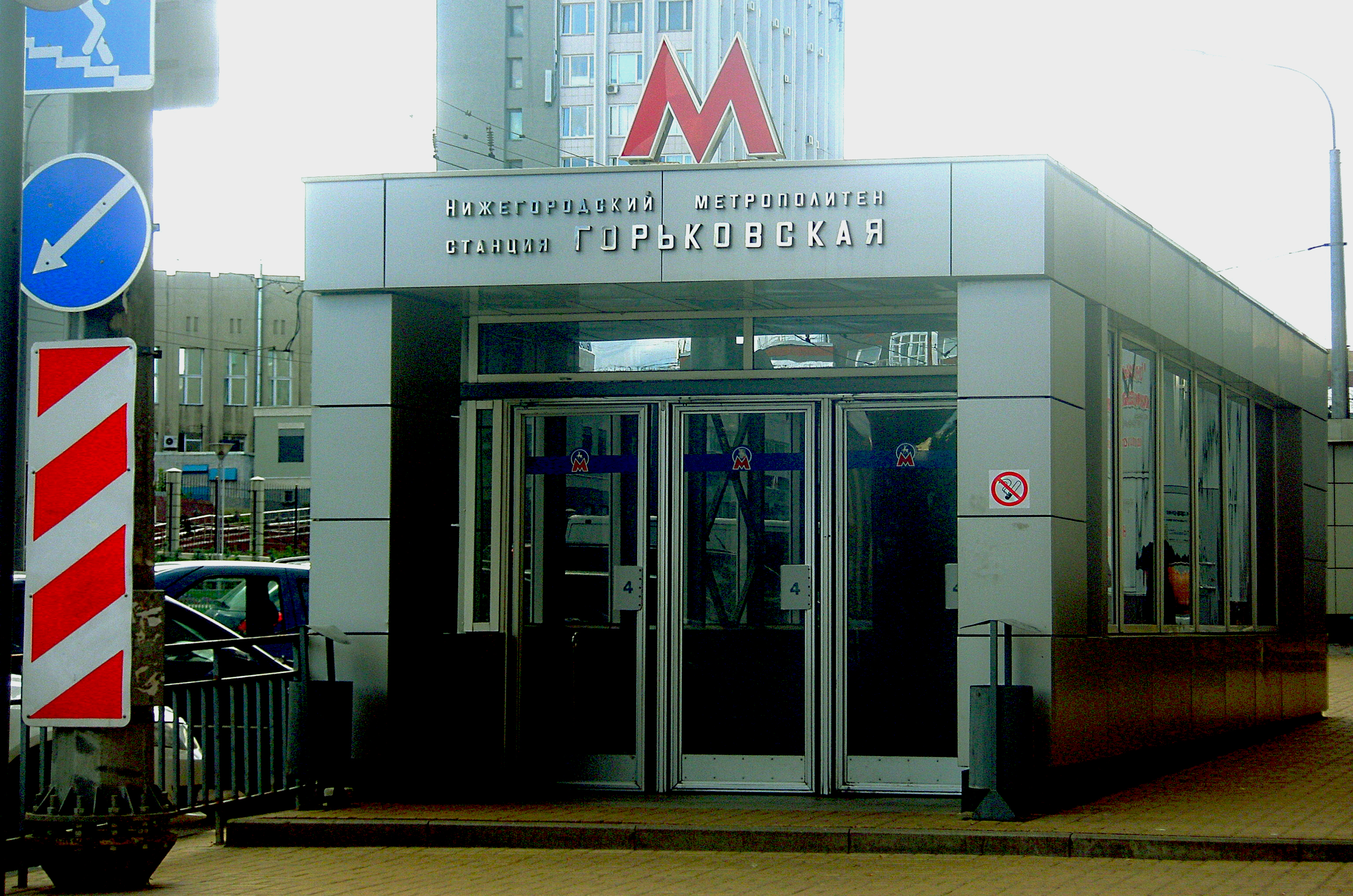
Восточный вход на станцию
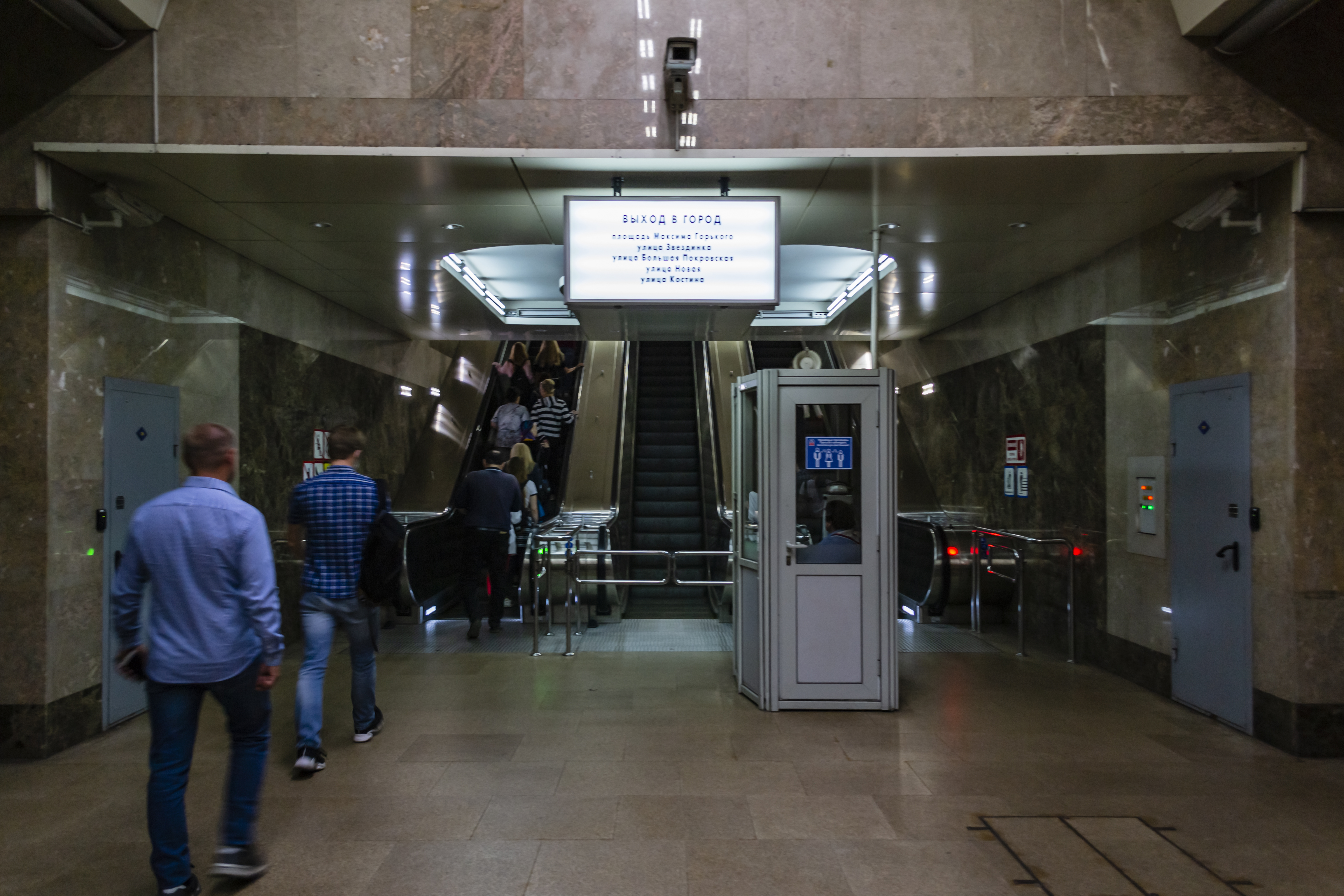
Эскалаторы
Панно над эскалаторами
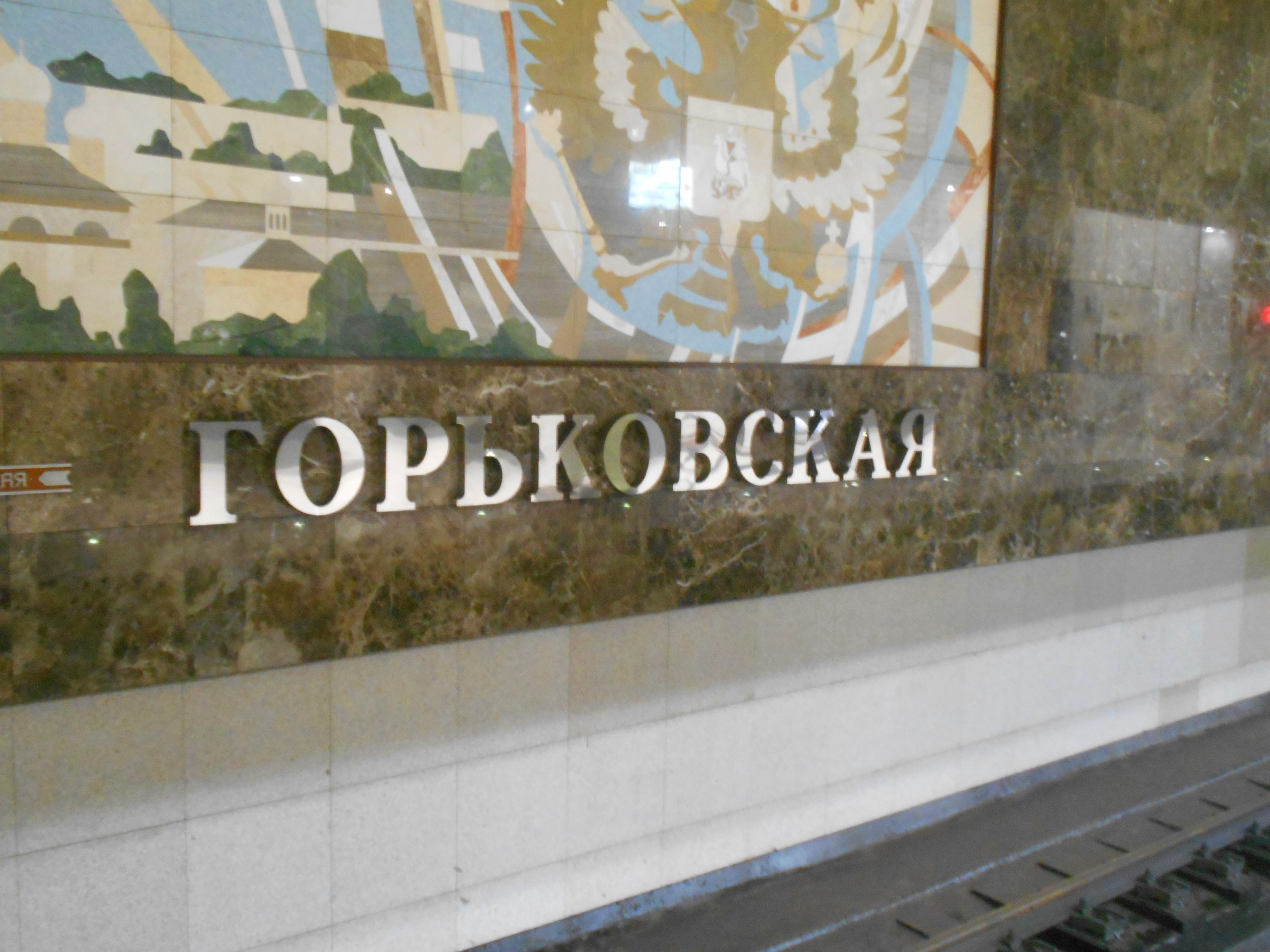
Название станции на путевой стене
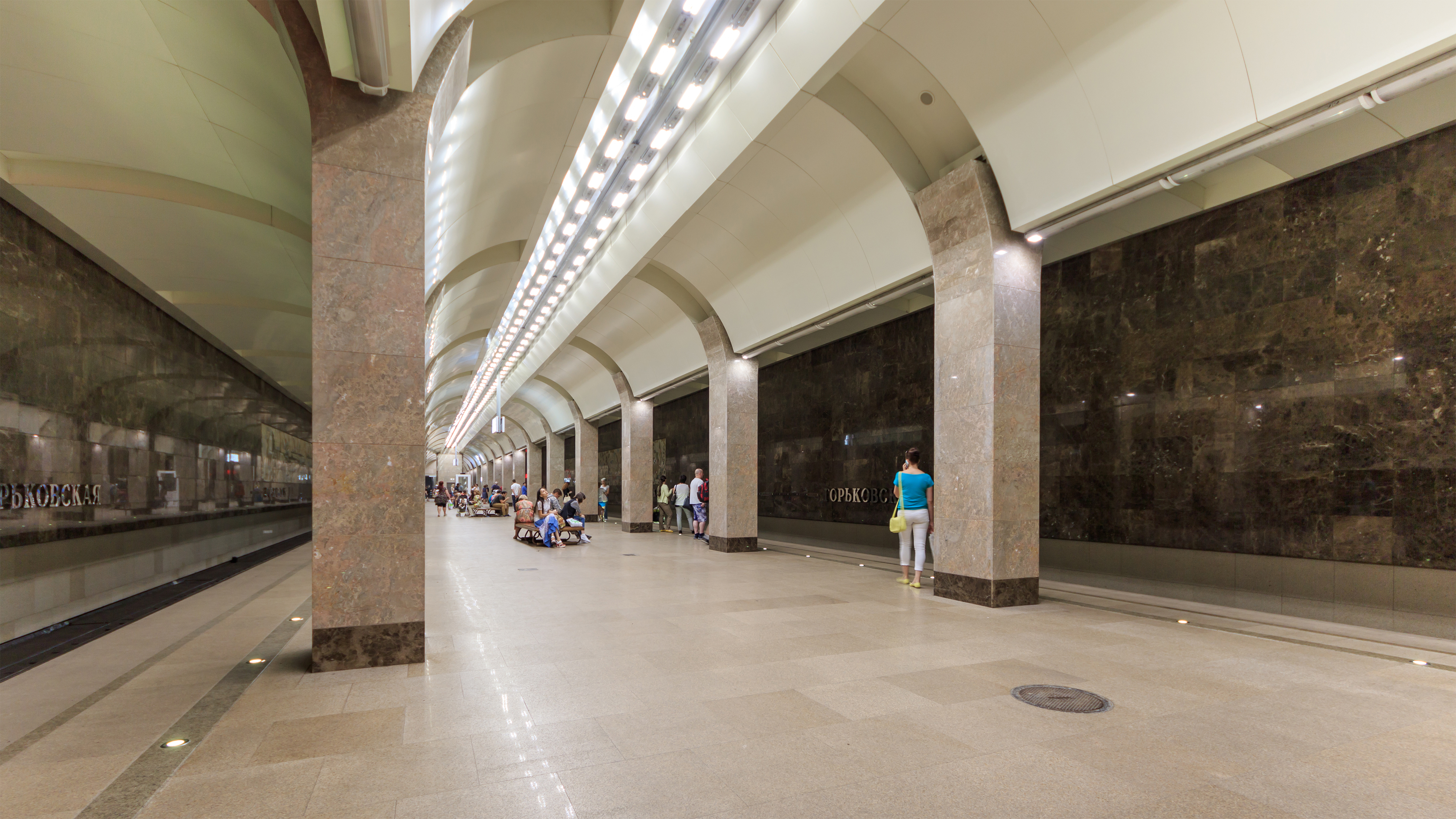
Зал станции
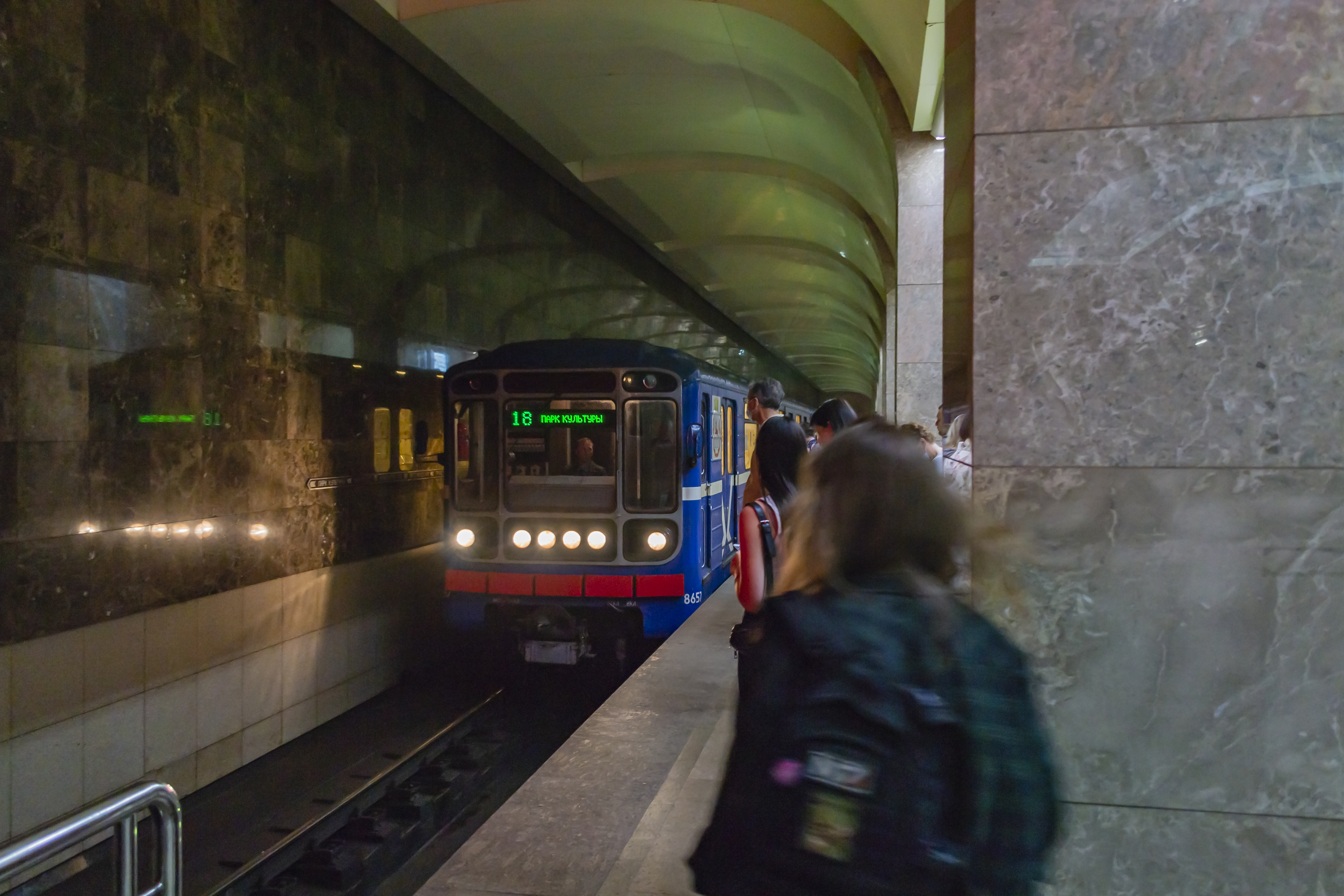
Поезд на станции